# 马蒂亚斯·贝尔奇

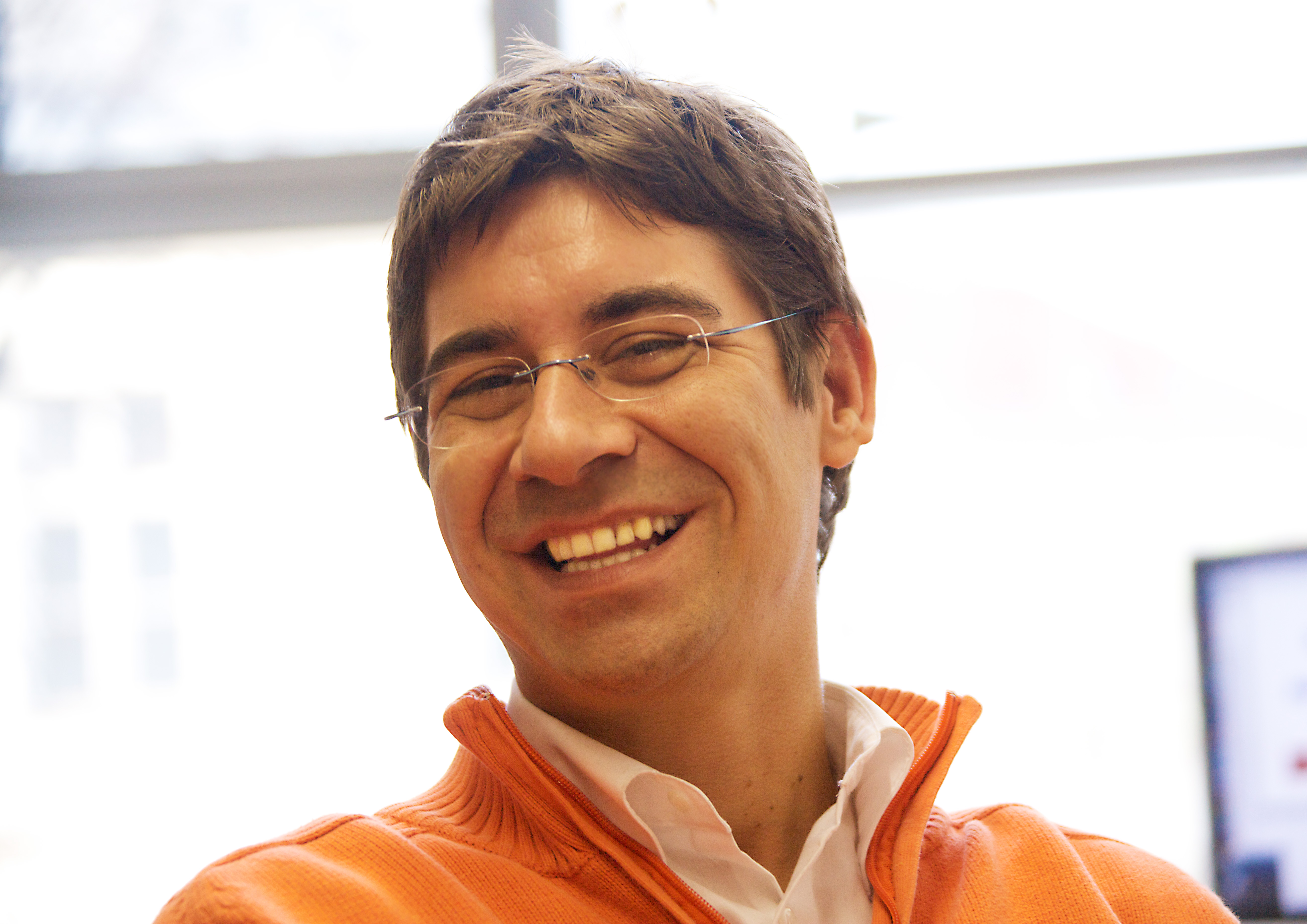
马蒂亚斯·贝尔奇，2011年

马蒂亚斯·贝尔奇（德語：Matthias Bertsch，1966年—）生于德国利希特瑙，是一名音乐学者、音乐家，他也是维也纳音乐与表演艺术大学的音乐与运动教育学/律动学以及音乐生理学研究所的教授。

## 生平
他在利希特瑙、比尔和林德寄宿学校完成中小学教育（1986年完成高中毕业考试）。因为比尔的温德克文理中学（Windeck-Gymnasium）没有音乐进阶课程，他转学到兰德家庭学校（Heimschule Lender）。完成高中刚毕业考试后，他搬家到维也纳，并且从1988年到1992年在维也纳大学学习音乐学。在获得硕士学位后，再以最优成绩（summa cum laude），获得维也纳大学博士学位，毕业论文题目为《小号的发声研究》，专业领域为音乐声学及音乐生理学。2003年他以音乐声学以及维也纳声响风格研究相关论文，取得大学任教资格。他也曾是维也纳音乐与表演艺术大学音乐声学研究所的代理主任。
2008年贝尔奇在音乐与运动教育学/律动学以及音乐生理学研究所担任音乐生理学领域副教授（außerordentlicher Universitätsprofessor），完成生理回馈训练员的培训。2009年被选为奥地利音乐与医学（音乐医学、音乐生理学、音乐心理学）协会主席。
除了学术路径，他也专精于小号演奏。他完成了史托巴赫（Manfred Stoppacher）私人教学，也参加弗雷德·米尔斯（Fred Mills）和托马斯·甘施（Thomas Gansch）的大师班。

## 学术活动
贝尔奇的研究重点是音乐演奏上的声学、生理学以及心理学面向、维也纳声响风格以及乐器学。他也为奥地利广播电台（ORF）的电视节目（当代时事、新声响、文化星期一等）；德国电台（ARD、WDR、SWR）以及报纸与网络（《Standard》、《时代周报》、《Profil》、Youtube）写作科学文章。他也作为报告人、主席和委员会成员出现在专业国际会议上。他也在国内以及国际专业杂志、词典和书籍发表论文。他的格外关注点是，将音乐家健康这个主题整合到专业音乐教育中，以便长期有效地防范音乐家职业病。
贝尔奇为美国声学协会（ASA）、国际小号协会（ITG）、奥地利音乐与医学协会（ÖGfMM）、德国音乐生理学与音乐医学协会（DGfMM）、奥地利音乐学协会成员。此外他也是大学教师团体委员会委员、企业顾问成员、维也纳音乐与表演艺术大学博士授业委员会与学术委员会成员。

## 艺术活动
维也纳学院爱乐乐团、维也纳大学管乐团、巴本贝尔格管乐团麦德林、铜管五重奏等团体的小号成员。除了在国防乐队中，同时也在国家招待会上演奏（例如美国总统罗纳德·里根，以及1987年德国政治家艾瑞许·何内克招待会上）。

## 出版品（部分）
- Herausgeber des ÖGfMM Newsletter Journal. Wien: OeGfMM. ISSN 2218-2780.
- Katalog Ergonomische Behelfe‘ und ‚physiologische Accessoires‘ für Musikinstrumente (400 S.). ÖGfMM, Online, 2012.
- Wiener Klangstil - Mythos oder Realität? Ergebnisse der Hörstudie „Hören Sie Wienerisch? Institut für Wiener Klangstil, Wien 2003, ISBN 3-900914-03-6. (Schriftenreihe des IWK Band 5)
- Collected Papers in Musical Acoustics. Institut für Wiener Klangstil, Wien 2003, ISBN 3-900914-04-4. (Schriftenreihe des IWK Band 5)
- Zus. mit Thomas Maca: Visualisierung des Einblasvorgangs [Warm up] bei Blechbläsern mittels Infrarot-Thermographie. In: Brass Bulletin. 114. Vuarmarens (CH) 2001. (Übersetzt in 4 Sprachen: en, fr, it, es).
- Der Trompetendämpfer. Der Einfluß des Dämpfers auf das akustische Verhalten und die Klangfarbe der Trompete. Institut für Wiener Klangstil, Wien 1995.